# Horea (okręg Alba)
Horea – wieś w Rumunii, w okręgu Alba, w gminie Horea. W 2011 roku liczyła 350 mieszkańców.